# Xã Catholic Point, Quận Conway, Arkansas
Xã Catholic Point (tiếng Anh: Catholic Point Township) là một xã thuộc quận Conway, tiểu bang Arkansas, Hoa Kỳ. Năm 2010, dân số của xã này là 486 người.